# 马桑坝天主堂
马桑坝天主堂位于中国四川省彭州市丹景山镇马桑村，距县城15公里，是四川最古老的天主教堂之一。

## 歷史
1845年，四川代牧区法籍主教马伯乐（Jacques-Léonard Pérocheau, M.E.P.）派新来的传教士洪广化神父（Annet-Théophile Pinchon, M.E.P.）驻彭县马桑坝，买下一片荒地，鼓励教友开荒种植桑树，逐渐以教堂为中心形成定居点。1859年教堂曾被毁坏。1861年，洪广化接任川西北代牧区主教，把主教公署设在马桑坝天主堂，该堂成为四川省西北部天主教的总部。1862年，洪广化主教重修马桑坝教堂。后教堂被毁，1875年又动工重建，到1884年峻工。1889年，又发生教案，死八十余人。
1891年，杜杭继任川西北代牧区主教，将川西北代牧区主教府，由彭县马桑坝天主堂迁至成都光大巷天主堂。
1902年，金堂县发生舒家湾教案，也波及到马桑坝，事后获赔款，重修教堂，1903年完工。1936年修建神父楼，1941年，马桑坝天主堂正式命名为“圣修堂”。
土改时期，该堂被占，改为粮仓、礼堂、苗圃等。1983年复活节恢复开放。2008年汶川地震中该堂及神父楼严重受损，成为危房，灾后进行彻底修复。